# 왕젠민 (배우)
왕젠민(중국어 정체자: 汪建民, 병음: Wāng Jiànmín, 한자음: 왕건민, 1968년 1월 23일~2024년 10월 7일)은 중화민국의 배우이다.
2024년 10월 7일 폐선암으로 인해 사망했다.

## 작품 목록

### 방송
- 대만영이사건

### 영화
- 제구분국
- 침묵의 숲